# Ibrahim Touré (1985)
Ibrahim Oyala Touré (Bouaké, 27 september 1985 – Manchester, 19 juni 2014) was een Ivoriaanse voetballer die als aanvaller speelde. Touré was de jongste broer van Yaya Touré en Kolo Touré.
Hij begon bij Toumodi FC en doorliep de jeugdopleiding van ASEC Mimosas waar hij in het seizoen 2002/03 in het eerste team speelde. Daarna speelde hij tot 2006 in Oekraïne bij Metaloerg Donetsk en daarna een jaar in Frankrijk voor OGC Nice. Daar kreeg hij een zware blessure en voor Nice kwam hij nooit in actie. In het seizoen 2009/10 speelde Touré in Syrië voor Al-Ittihad SC Aleppo en vervolgens voor de Egyptische clubs Misr El-Makasa SC en Telephonat Beni Suef SC (op huurbasis). Ook werd hij  verhuurd aan Al Nasr Benghazi in Libië. Zijn laatste club was Safa SC uit Beiroet in Libanon waar hij sinds 2013 onder contract stond. 
Touré overleed in Engeland na een korte strijd tegen kanker.